# 카네시로 무네유키
카네시로 무네유키 (金城 宗幸, かねしろ むねゆき, 1987년 (쇼와 62년) 출생)는 일본의 만화 스토리 작가이다. 주요 작품으로 신의 말씀대로 (주간 소년 매거진), 블루 록 (주간 소년 매거진), 우리들이 했어요 (주간 영 매거진) 등이 있다.

## 학력
- 오사카 부립 이마미야 고등학교
- 교토세이카대학